# Bureaux arabes
Ne doit pas être confondu avec Bureau arabe.
 (novembre 2013).
Si vous disposez d'ouvrages ou d'articles de référence ou si vous connaissez des sites web de qualité traitant du thème abordé ici, merci de compléter l'article en donnant les références utiles à sa vérifiabilité et en les liant à la section « Notes et références ».
Les bureaux arabes sont des structures administratives mises en place par la France après la conquête de l'Algerie en 1830 et ensuite dans tout le Maghreb. Créés en 1844, leur but est le renseignement et la définition d’une politique indigène.

## Histoire
Les Français connaissent mal le pays qu'ils occupent et ses habitants. Leurs connaissances de la langue, la religion, la culture sont très pauvres alors qu'ils doivent vivre au quotidien avec la population. Ainsi naît l'idée de bureaux arabes qui permettraient d'établir un contact entre les autorités françaises et la population indigène.
Dès 1833, une première expérience est menée par le capitaine Juchault de Lamoricière dans la province d'Alger. En 1844, l'organisation des Bureaux Arabes est définie par un arrêté ministériel. Dorénavant ceux-ci sont un lien entre l’autorité militaire française et les indigènes. Les officiers travaillant dans ces bureaux doivent donner des renseignements sur l’esprit des populations, fournir ce qui est nécessaire à l’administration des tribus, surveiller que les impôts sont payés, rendre plus facile le prélèvement des terres pour la colonisation, assurer la police et rendre la justice. 
Il existe une « direction centrale », des « bureaux divisionnaires » (bureau de province), des « bureaux de première classe » (bureaux de subdivision) et des « bureaux de seconde classe » (bureaux de cercle). 
À tous les niveaux, ces bureaux sont subordonnés à l’autorité militaire. En 1870, il existe près de 50 bureaux avec un secrétaire arabe (« khodja »), un secrétaire français, un interprète, des officiers et souvent un médecin. La sécurité est assurée par un peloton de spahis. Les gens travaillant dans les bureaux arabes possèdent une réelle autorité qui dépasse les recommandations officielles et forcément cela entraîne certains abus. Certains officiers pratiquent une politique paternaliste, c’est-à-dire qu’eux seuls ont l’autorité pouvant ainsi créer et gérer les entreprises.
Les missions des bureaux arabes évolueront. Dans un premier temps, ils ont pour but de faciliter l'infiltration grâce au renseignement. Le contact avec la population et la compréhension de ses ressorts politiques sont essentiels à la colonisation du pays. Il s’agit par la suite d’administrer un pays qui avait été largement laissé aux tribus par l'administration turque. 
Dans les bureaux arabes, de 150 à 200 officiers jouent le rôle de juges et de percepteurs des impôts. Beaucoup d'entre eux considèrent qu'ils ont une mission civilisatrice et que leur but est d'apporter le progrès et l'émancipation aux indigènes. De ce fait, les officiers des bureaux arabes défendent souvent les intérêts des indigènes contre les Européens de plus en plus nombreux à s'installer en Algérie.
Le problème des terres est souvent à l'origine de querelles. Vers 1845, les espaces attribués aux nomades que l'on tente de sédentariser sont de plus en plus réduits. Une politique de cantonnement prive les musulmans des meilleures terres qui sont alors acquises par des Européens avec l'assentiment d'un « Conseil du Contentieux » puis d'une « Commission des Transactions ». 
L'opposition croissante entre les bureaux arabes et les colons va s'amplifier jusqu'au Second Empire. En effet, alors que la constitution de la IIe République affirme « l’Algérie partie intégrante de la France », Napoléon III se fait l'apôtre d'une « nation arabe », centrée à Damas et censée établir un contre-pouvoir à la puissance ottomane.
Cette politique augmente la méfiance de la population européenne envers les bureaux arabes qui symbolisent la politique de Napoléon III qui va jusqu'à affirmer : « Il faut cantonner les Européens et non les indigènes ». 
La chute du Second Empire lors de la guerre de 1870 marque la fin de la politique arabe : les bureaux arabes sont progressivement abandonnés. Dans l'administration des terres la politique de cantonnement des musulmans est remise à l'œuvre. Cependant les bureaux arabes renaissent au début de la guerre d’Algérie, c’est-à-dire en 1955, mais cette fois sous le nom de Section administrative spécialisée (SAS).
L’expérience acquise par les bureaux arabes en Algérie sera mise à profit dans les « affaires indigènes » au Maroc.